# Вілья-Аделіна
Вілья-Аделіна (ісп. Villa Adelina) — місто в Аргентині в провінції Буенос-Айрес, частина агломерації Великий Буенос-Айрес. Розташоване на території відразу двох муніципалітетів: Вісенте-Лопес і Сан-Ісідро.

## Історія
Ця місцевість була відома як «Ла-Аделіна» ще в середині XVIII століття, тому, коли на початку XX століття тут пройшла залізниця, один із співробітників залізничної компанії — Дункан Маккей Мунро — скористався цим, щоб увічнити в назві станції ім'я своєї улюбленої онучки Аделіни Дрісдейл. Станція почала функціонувати з 1909 року, а землі в її районі були розпродані під житлове будівництво — так з'явився населений пункт.
Бурхливе зростання населеного пункту припало на середину XX століття, коли в 1940-50-х роках тут було побудовано багато промислових підприємств. У 1946 році містечко Вілья-Аделіна було об'єднане з сусіднім містечком Карапачай, але в кінці XX століття ці два населених пункти були розділені знову.

## Українська громада
28 липня 1973 р. тут відкрита та посвячена зусиллями товариства «Відродження» вулиця Україна. Вулиця починалася біля Народного дому цього товариства.